# Controlnet
ControlNet es un protocolo de red abierto para aplicaciones de automatismos industriales, también es conocido como bus de campo. ControlNet fue mantenido en un principio por ControlNet Internacional, pero en 2008 el soporte y administración de ControlNet fue transferido a ODVA, que administra actualmente todos los protocolos de la familia Common Industrial Protocol (CIP).
ControlNet define una única capa física basada en cable coaxial RG-6 con conectores BNC. Las características que distinguen a ControlNet de otros buses de campo incluyen el soporte incorporado para cables totalmente redundantes y el hecho de que toda comunicación en ControlNet es estrictamente planificada y altamente determinista.
La capa física está basada en un código Manchester a 5 mbps.
La capa de aplicación de ControlNet está basada en la capa CIP que también se utiliza en DeviceNet y EtherNet/IP.
El sistema planificado de mensajes de ControlNet requiere que el diseño del medio sea robusto y su mantenimiento meticuloso. Una avería en el medio causa invariablemente que cualquier programa en ejecución se detenga y a menudo provoca fallos en el procesador. El medio es comprobado con un dispositivo de mano conocido como "Network Checker" en conjunto con un osciloscopio digital funcionando a al menos 100 MHz.
Asimismo, sin relación con lo anterior, ControlNet es un sistema de gestión en línea para empresas de distribución de telefonía móvil de Telefónica Movistar y Orange. Permite la completa administración y control de ventas, compras, liquidación y seguimiento de la actividad comercial de la empresa, además del control de los objetivos de venta establecidos por el operador al distribuidor en tiempo real y el seguimiento completo de todo el proceso de liquidación de comisiones y aportaciones que realiza el operador al distribuidor por su actividad comercial. Además, ofrece información esencial al personal del punto de venta para realizar el proceso de venta, con toda la información detalla de modelos, precios y promociones y permite el registro completo de las operaciones realizadas.